# Tarnówek (Gorzów)
Pour les articles homonymes, voir Tarnówek.
Tarnówek (prononciation : [tarˈnuvɛk]) est un village polonais de la gmina de Witnica dans le powiat de Gorzów de la voïvodie de Lubusz dans l'ouest de la Pologne.
Le village compte approximativement une population de 10 habitants.

## Histoire
Avant 1945, ce village était sur le territoire allemand. (voir Évolution territoriale de la Pologne)
De 1975 à 1998, le village appartenait administrativement à la voïvodie de Gorzów.

Depuis 1999, il appartient administrativement à la voïvodie de Lubusz.